# Anita Tsoy
Anita Tsoy (tiếng Nga: Анита Цой) - tên thật Anna Sergeyevna Kim (tiếng Nga: Анна Сергеевна Ким) là một ca sĩ, nhạc sĩ, ngôi sao truyền hình, nhà từ thiện người Nga gốc Triều Tiên.